# Guiberto
Guiberto  è un nome proprio di persona italiano maschile.

## Varianti
- Femminili: Guiberta[1]

### Varianti in altre lingue
- Catalano: Guibert[2]
- Francese: Guibert
- Latino: Guibertus
- Polacco: Wibert, Gwibert, Guibert
- Portoghese: Guiberto
- Spagnolo: Guiberto[2]
- Tedesco: Guibert

## Origine e diffusione
Nome di scarsissima diffusione in Italia, dall'origine germanica; è composto da due elementi, il secondo dei quali è sicuramente berht ("famoso", "illustre"), mentre il primo, di più incerta idenfiticazione, potrebbe essere widus ("bosco", "foresta", come in Guido), gisil ("freccia", come in Gilberto), wig ("battaglia") oppure wigo ("pace").

## Onomastico
L'onomastico si può festeggiare il 23 maggio in memoria di san Guiberto, eremita e poi monaco a Gembloux e quindi a Gorze.

## Persone
- Guiberto I, vescovo di Torino
- Guiberto II, vescovo di Torino
- Guiberto di Gembloux, monaco belga
- Guiberto di Nogent, abate e teologo francese
- Guiberto Giberti, o di Ravenna, divenuto antipapa col nome di Clemente III

### Varianti
- Guibert Kaukesel, troviero francese